# アレクサ・スターリング
アレクサ・スターリング＝フレーザー（Alexa Stirling Fraser、1897年9月5日 - 1977年4月15日）はアメリカ系カナダ人のアマチュアゴルフプレーヤー。1916年、1919年、1920年の全米女子アマチュア選手権に優勝した。1920年と1934年のカナディアン女子アマチュア選手権にも優勝している。

## 若年期

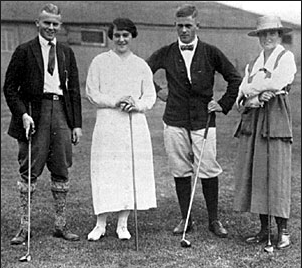
（左から右）ペリー・アデア、エレイン・ローゼンタール、ボビー・ジョーンズ、アレクサ・スターリング。
1918年モントクレアゴルフクラブにおける赤十字のエキシビジョンマッチで

アレクサンダー・W・スターリング博士とノラ・ブロムリー＝スターリングの娘として米国ジョージア州アトランタで出生。
幼少よりアトランタアスレチッククラブのイーストレークゴルフクラブコースで、スコットランドのカーヌスティ出身のクラブプロであるスチュワート・メイデンからゴルフを習った。1911年の5月11日、女子南部ゴルフ協会選手権 (Women's Southern Golf Association championship) では最高スコアで予選通過を果たした。この時まだ13歳だった。
全米女子アマを3連覇（第一次世界大戦のため大会がなかった1917年と1918年を挟み1916年から1920年にかけての3連続優勝）したことで若い天才ゴルファーとしての名声を築いていった。南部出身の若いゴルファーのグループ（ディキシーキッズ、"Dixie Kids" と呼ばれた）の一人に数えられたが、このグループにはボビー・ジョーンズ、エレイン・ローゼンタール、ペリー・アデアなどがおり、彼らと全米中を回ってゴルフエキジビションを行い、収益を赤十字に寄付した。ドルードヒルズゴルフクラブのプロだったジェームズ・ダグラス・エドガーも友達で、ゴルフのレッスンを受けた。また、アレクサはバイオリンが上手で、7歳のときには公衆の前でソロ演奏をしていたという。

## 成績

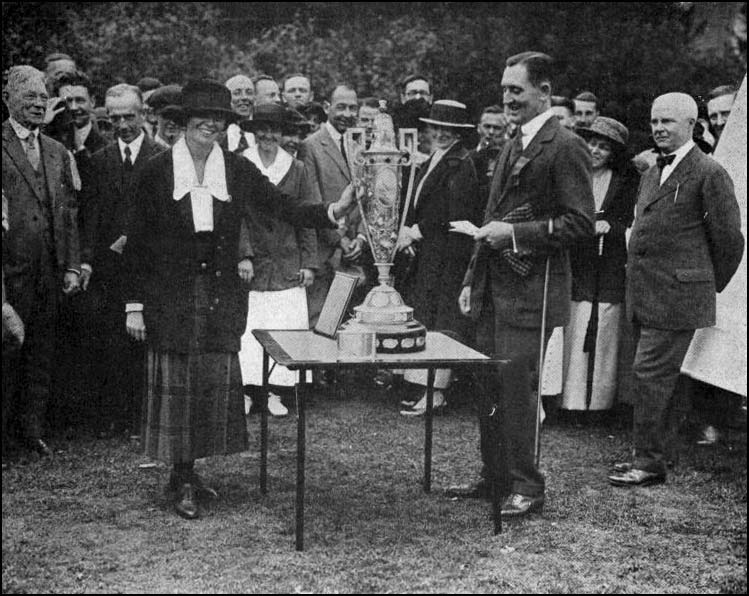
1919年全米女子アマでのトロフィー授与式

第一次大戦終了後の1919年に再開された全米女子アマに優勝、翌1920年にも優勝した。1921年はマリオン・ホリンズに敗れ準優勝、1923年はイーディス・カミングスに敗れ再び準優勝、さらに1925年には予選でドロシー・キャンベルの記録を破るシングルラウンドのスコア記録を達成したが本選決勝でグレナ・コレットに敗れてしまった。また、1927年には決勝まで進めなかったが3回戦で全英女子アマ優勝者であるシモンヌ・デラショームに勝利した。

### 全米女子アマチュア選手権
1916年、1919年、1920年の3回優勝。

### カナディアン女子アマチュア選手権
1920年のカナディアン女子アマに優勝、翌21年と25年には準優勝し、1934年に再びチャンピオンに返り咲いた。1925年にはカナダ人医師のウィルバート・G・フレーザーと結婚、カナダオンタリオ州オタワに居を構え、ロイヤルオタワゴルフクラブの名誉会員となり、このゴルフ場の女子選手権では9回優勝した。

## 晩年

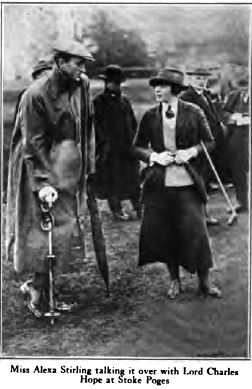
アレクサ・スターリング、カリフォルニアの女性 "Who's Who" より

生涯にわたりゴルフへの関心を維持し続け、1976年の米国建国200年祝賀のため全米オープン（男子）が開催されたアトランタ（彼女がゴルフを習い覚えたアトランタアスレチッククラブが開催コースだった）に帰った。「最も勝てる選手とはパワーがあって飛距離を出せる選手ではなく、ミスが少なくトラブルも最小限であり、かつ、トラブルが発生したときにはいかなる状況にも対応できる選手だ」と語った。

## 死と遺産
1977年4月15日、オタワの自宅で死去。死後の1978年にジョージアスポーツ殿堂、1986年にカナダゴルフ殿堂、1989年にジョージアゴルフ殿堂にそれぞれ登録された。2004年の映画『ボビー・ジョーンズ：天才のストローク (Bobby Jones: A Stroke of Genius)』ではステファニー・スパークスがスターリング役で描かれている。